# 黑側頸龜
黑側頸龜（學名：Pelusios niger）是非洲側頸龜屬下的一種龜，只在非洲生活。其种加词“niger”意为“黑色的”。

## 分佈
黑側頸龜發現於喀麥隆、赤道幾內亞、加蓬和尼日利亞。